# RWM
RWM — радиопозывной группы коротковолновых передатчиков эталонного сигнала времени «Москва». Сигнал согласован с эталоном времени, находящимся в ВНИИФТРИ (Менделеево). Ранее передатчики RWM и RBU находились на территории западной площадки Радиоцентра № 9 (Электроугли, бывший Радиоцентр № 11), а в 2008 году переведены на территорию Радиоцентра № 3 (Талдом).
Мощности передатчиков: на частоте 4996 кГц — 5 кВт, на частотах 9996 и 14996 кГц — по 8 кВт.

## Структура сигнала
Виды модуляции — N0N и A1A (Continuous wave). Между 0 и 8 минутами после начала часа RWM передаёт немодулированную несущую. На 9 минуте RWM передаёт свой позывной в коде Морзе. Между 10 и 20 минутами после начала часа RWM передаёт радиоимпульсы каждую секунду, удвоенные импульсы обозначают разность между астрономическим (UT1) и атомным координированным (UTC) временем: каждый удвоенный импульс в первой трети минуты обозначает 0,1 с (DUT), во второй 0,02 с (dUT), если серии удвоенных импульсов начинаются с 1-й и 21-й секунды, то они обозначают положительную, в противном случае — отрицательную разность. Между 20 и 30 минутами после начала часа RWM передаёт 10 радиоимпульсов в секунду. Этот цикл повторяется каждые полчаса. Структура сигнала регламентирована ГОСТ 8.323-2016.

## Часовая программа работы радиостанции
| Время передачи сигналов. Начало | Время передачи сигналов. Конец | Вид сигнала                                                              |
| ------------------------------- | ------------------------------ | ------------------------------------------------------------------------ |
| 00 мин.00 сек.                  | 07 мин.55 сек.                 | Сигнал N0N (немодулированная несущая)                                    |
| 08 мин.00 сек.                  | 09 мин.00 сек.                 | Передатчик выключен                                                      |
| 09 мин.00 сек.                  | 10 мин.00 сек.                 | Сигнал опознавания радиостанции, A1A                                     |
| 10 мин.00 сек.                  | 19 мин.55 сек.                 | Сигналы A1X, содержащие секундные, минутные метки и информацию DUT1+dUT1 |
| 20 мин.00 сек.                  | 29 мин.55 сек.                 | Сигналы A1N с частотой повторения 10 Гц                                  |
| 30 мин.00 сек.                  | 37 мин.55 сек.                 | Сигнал N0N (немодулированная несущая)                                    |
| 38 мин.00 сек.                  | 39 мин.00 сек.                 | Передатчик выключен                                                      |
| 39 мин.00 сек.                  | 40 мин.00 сек.                 | Сигнал опознавания радиостанции, A1A                                     |
| 40 мин.00 сек.                  | 49 мин.55 сек.                 | Сигналы A1X, содержащие секундные, минутные метки и информацию DUT1+dUT1 |
| 50 мин.00 сек.                  | 59 мин.55 сек.                 | Сигналы A1N с частотой повторения 10 Гц                                  |

Сигналы времени 56, 57, 58, 59-й секунд, следующие после 9, 14, 19, 24, 29, 39, 44, 49, 54 и 59-й минуты, пропускаются.

## Координаты
1. ↑  Радиоцентр № 9: 55°44′14″ с. ш. 38°09′02″ в. д.HGЯO
2. ↑  Радиоцентр № 3: 56°44′19″ с. ш. 37°37′22″ в. д.HGЯO

## Примечание
1. ↑  Вопросы радиовещания. Архивная копия от 22 января 2015 на Wayback Machine Новости МРЦ (13 декабря 2007)
2. ↑  Государственная служба времени. Дата обращения: 23 октября 2010. Архивировано 26 августа 2011 года.
3. ↑  Marten, Michael. Spezialfrequenzliste 2007/08, band 2 :  [нем.]. — Siebel Verlag, 2007. — ISBN 978-3-88180-665-7.
4. ↑  ГОСТ 8.323-78 Архивная копия от 28 января 2015 на Wayback Machine // «Интернет и Право»